# Cosmos SX 506
Cosmos SX 506 es un submarino táctico desarrollado en Italia por el astillero COSMOS y adquirido por la Armada de la República de Colombia en 1974.

## Historia
La Armada de Colombia debiendo cubrir la necesidad de poder prevenir/realizar ataques a instalaciones portuarias y petroleras en la zona del Golfo de Venezuela,  deciden adquirir submarinos de uso básicamente ofensivo y con opción de ser usados como un método disuasivo de defensa, de acuerdo a esta información que es suministrada por su productor (tal es la naturaleza del arma según la información del fabricante, Astilleros COsMOs de Livorno), el propósito principal de su adquisición fue garantizar una defensa efectiva y a bajo costo de las posibles incursiones navales de Venezuela. Mediante licitación publica, se adquieren 2 unidades del tipo SX-506. También se construye un buque nodriza, el ARC MY Jaime Arias, con el propósito de transportarlos y prestarles servicios.

## Características
Los SX-506 poseen garitas de escape para permitir a unidades de ataque a tierra (a los buzos de combate o comandos submarinos) abandonar el submarino en caso de emergencia; o para realizar operaciones de combate, encontrándose este en plena inmersión.

## Especificaciones Técnicas
Estos datos son los que competen al modelo usado en la Fuerza naval colombiana

### Propulsión
- Motor diésel-eléctrico CUMMINS 300 Hp (que le impulsa a una velocidad máxima de 7 nudos)
- Motogenerador de 75 HP
- Baterías de 120 V 1100 Amp
- Baterías de 24 V 1100 Amp
- 1 Hélice

- Desplazamiento

- 75 Tn superficie, 90 Tn inmersión

- Tripulación

- 5 hombres

- Autonomía

- 20 días

### Dimensiones
- Eslora

- 23 m

- Manga

- 2,02 m

- Calado

- 4 m

### Armamento
- Cargas Explosivas

- 8 de 50 kg hasta 2.050 kg incluyendo cargas explosivas a bordo de las Charriots

- Minas

- 6 Minas MK-21; 8 minas MK-50

### Otros Equipos
- 2 Lanchas Charriots con capacidad para transporte de 8 comandos submarinos y cargas explosivas por cada submarino (una de estas lanchas se perdió en un accidente, disminuyendo a 75% la capacidad original de despliegue).

## Usuarios
En el siguiente listado se incluyen a los países que usan un modelo derivado y/o el mismo modelo en su Armada y/o Fuerza Naval:
- MG-120/ER - 1

Este Submarino ha sido retenido como demostrador de sus capacidades en la fábrica.
- Colombia - SX-506 (1973)

2 Unidades,
- S-21 ARC Intrépido
- S-22 ARC Indomable

- Corea del Sur - SX-506 (198?)

2
- SX-756/K 198?

5
- Pakistán - SX-756/W (1985)

3
- Irak - SX-756/W (1989)

2
Estos submarinos no serían entregados, a razón del estado que vivió durante la guerra contra Irán.
- SX-756/S (1989)

1
Este submarino no sería entregado, a razón del estado que vivió durante la guerra contra Irán.
 Taiwán - SX-404 (1969)
2
- Pakistán - SX-404/B (1972)

6